# Condado de Hodgeman
El condado de Hodgeman (en inglés: Hodgeman County) es un condado en el estado estadounidense de Kansas. En el censo de 2000 el condado tenía una población de 2.085 habitantes. La sede de condado es Jetmore. El condado fue fundado el 26 de febrero de 1867 y fue nombrado en honor a Amos Hodgeman.

## Geografía

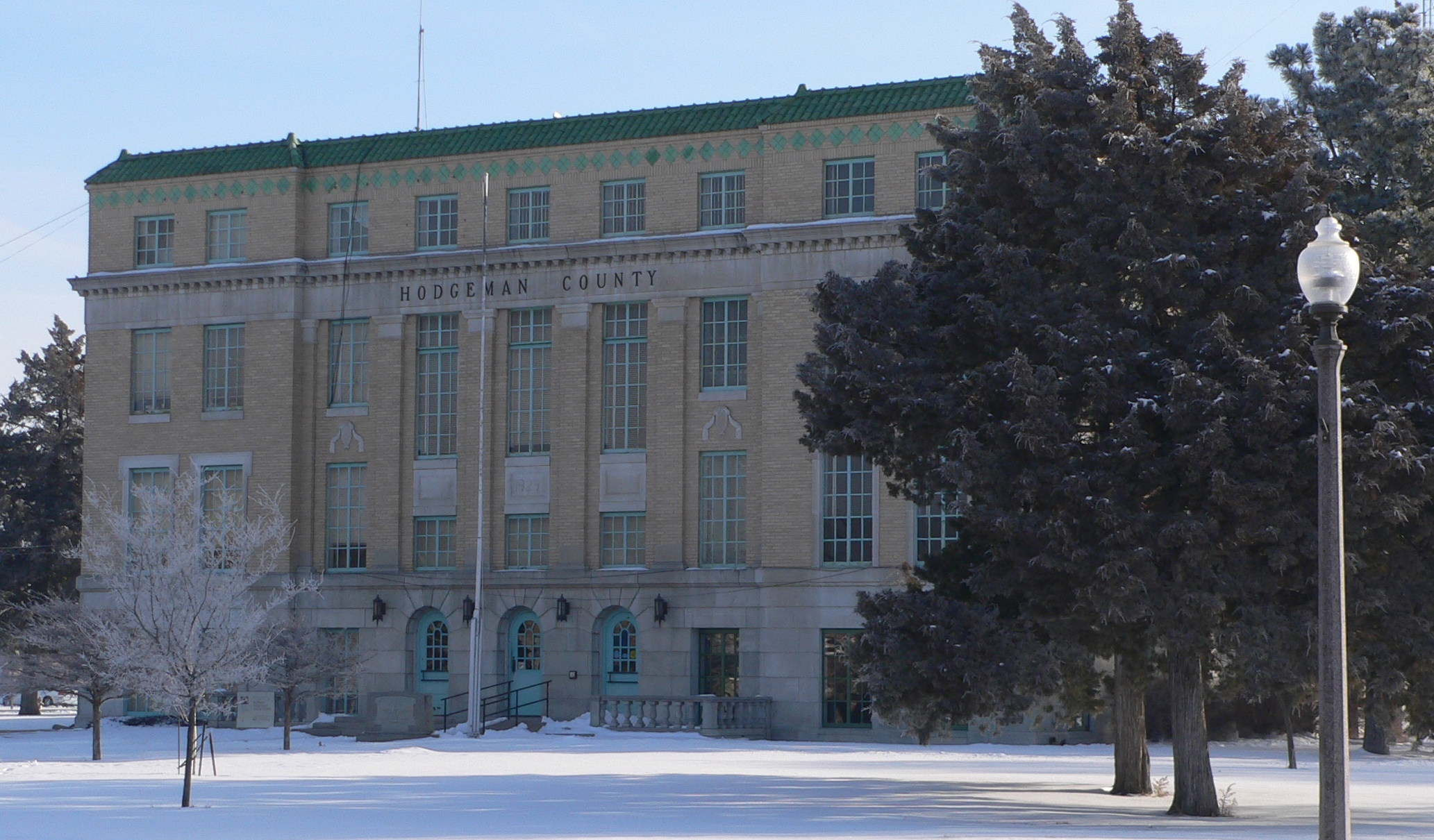
Juzgado del condado de Hodgeman en Jetmore.

Según la Oficina del Censo, el condado tiene un área total de 2.228 km² (860 sq mi), de la cual 2.227 km² (859,4 sq mi) es tierra y 1 km² (0,6 sq mi) (0,04%) es agua.

### Condados adyacentes
- Condado de Ness (norte)
- Condado de Pawnee (este)
- Condado de Edwards (sureste)
- Condado de Ford (sur)
- Condado de Gray (suroeste)
- Condado de Finney (oeste)

## Demografía
En el  censo de 2000, hubo 2.085 personas, 796 hogares y 581 familias residiendo en el condado. La densidad poblacional era de 2,4 personas por milla cuadrada (0,9/km²). En el 2000 había 945 unidades habitacionales en una densidad de 1,1 por milla cuadrada (0,4/km²). La demografía del condado era de 97,31% blancos, 0,91% afroamericanos, 0.24% amerindios, 0,48% de otras razas y 1,06% de dos o más razas. 2,69% de la población era de origen hispano o latino de cualquier raza. 
La renta promedio para un hogar del condado era de $35.994 y el ingreso promedio para una familia era de $39.358. En 2000 los hombres tenían un ingreso medio de $27.568 versus $21.534 para las mujeres. La renta per cápita para el condado era de $15.599 y el 11,50% de la población estaba bajo el umbral de pobreza nacional.

## Ciudades y pueblos
- Hanston
- Jetmore